# Hydraena armeniaca
Hydraena armeniaca är en skalbaggsart som beskrevs av Emile Janssens 1968. Hydraena armeniaca ingår i släktet Hydraena och familjen vattenbrynsbaggar. Inga underarter finns listade i Catalogue of Life.